# Saint-Manvieu-Norrey
Saint-Manvieu-Norrey est une commune française, située dans le département du Calvados en région Normandie, peuplée de 2 141 habitants.

## Géographie
Le village s'étend à l'ouest de Caen, distant d'une dizaine de kilomètres de la préfecture et d'une petite vingtaine de la capitale du Bessin (Bayeux). À la charnière du Bessin et de la plaine de Caen, Saint-Manvieu-Norrey est située tout proche de l'axe routier Caen - Cherbourg (route nationale 13) au nord et à environ 2 km de l'autoroute A84 au sud. Toute proche de l'aéroport de Caen-Carpiquet, la commune dispose aussi d'une halte ferroviaire sur la ligne Paris - Cherbourg.
| Putot-en-Bessin, Le Mesnil-Patry | Bretteville-l'Orgueilleuse | Rots      |
| Cheux                            | Saint-Manvieu-Norrey       | Carpiquet |
| Cheux                            | Verson                     | Verson    |

### Hydrographie
La commune est située dans le bassin Seine-Normandie. Elle est drainée par la Mue et le fossé 01 de Bouliesse,,.
La Mue, d'une longueur de 22 km, prend sa source dans la commune de Thue et Mue et se jette  dans la Seulles à Reviers, après avoir traversé dix communes. 

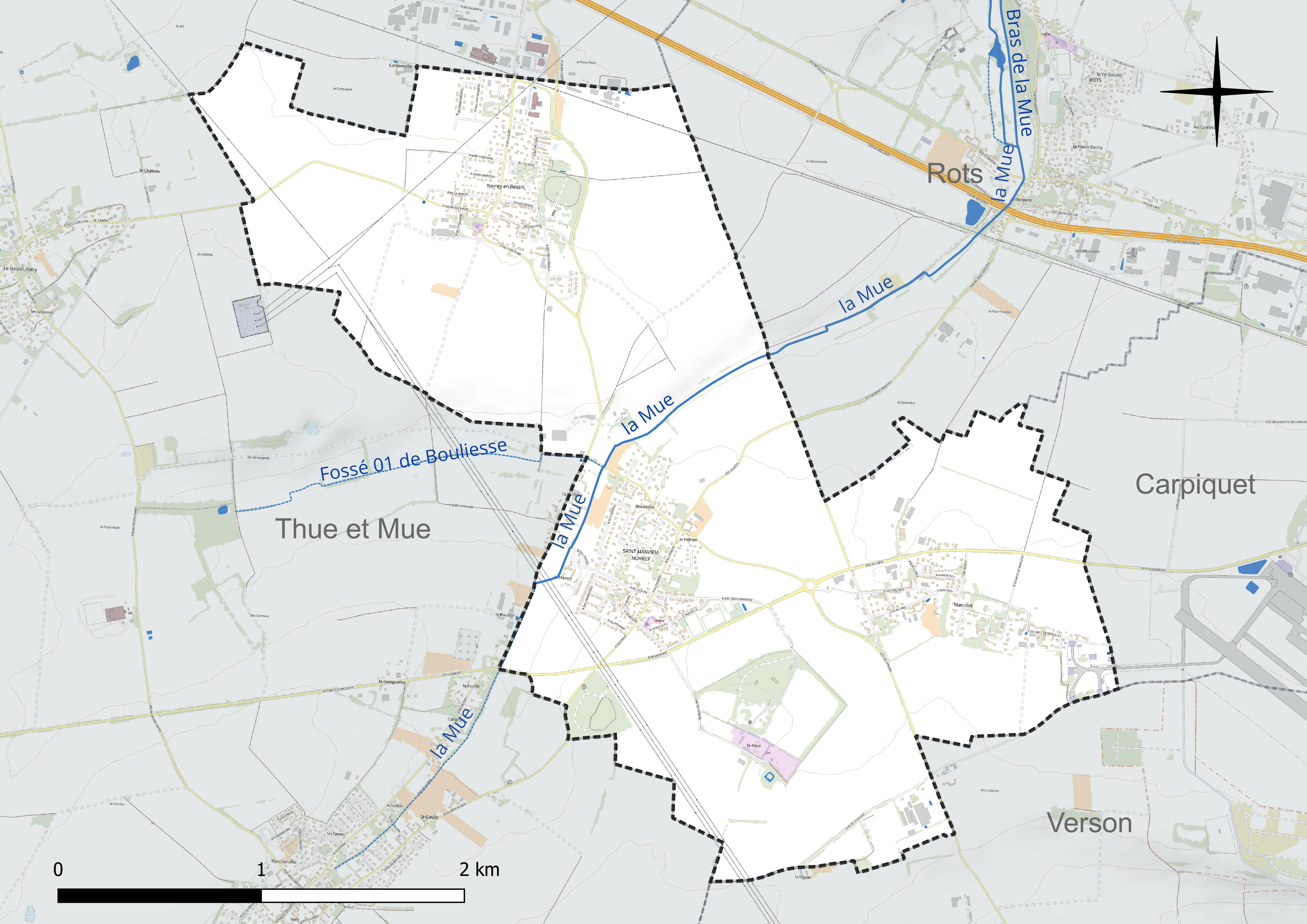
Réseau hydrographique de Saint-Manvieu-Norrey.

### Climat
Pour des articles plus généraux, voir Climat de la Normandie et Climat du Calvados.
En 2010, le climat de la commune est de type climat océanique altéré, selon une étude du CNRS s'appuyant sur une série de données couvrant la période 1971-2000. En 2020, Météo-France publie une typologie des climats de la France métropolitaine dans laquelle la commune est exposée à un climat océanique et est dans la région climatique  Normandie (Cotentin, Orne), caractérisée par une pluviométrie relativement élevée (850 mm/a) et un été frais (15,5 °C) et venté. Parallèlement le GIEC normand, un groupe régional d'experts sur le climat, différencie quant à lui, dans une étude de 2020, trois grands types de climats pour la région Normandie, nuancés à une échelle plus fine par les facteurs géographiques locaux. La commune est, selon ce zonage, exposée à un « climat des plateaux abrités », correspondant à la plaine agricole de Caen à Falaise, sous le vent des collines de Normandie et proche de la mer, se caractérisant par une pluviométrie et des contraintes thermiques modérées.
Pour la période 1971-2000, la température annuelle moyenne est de 10,7 °C, avec  une amplitude thermique annuelle de 11,9 °C. Le cumul annuel moyen de précipitations est de 727 mm, avec 12,3 jours de précipitations en janvier et 7,2 jours en juillet. Pour la période 1991-2020, la température moyenne annuelle observée sur la station météorologique la plus proche, située sur la commune de Carpiquet à 4 km à vol d'oiseau, est de 11,5 °C et le cumul annuel moyen de précipitations est de 740,3 mm,. Pour l'avenir, les paramètres climatiques de la commune estimés pour 2050 selon différents scénarios d'émission de gaz à effet de serre sont consultables sur un site dédié publié par Météo-France en novembre 2022.

## Urbanisme

### Typologie
Au 1er janvier 2024, Saint-Manvieu-Norrey est catégorisée bourg rural, selon la nouvelle grille communale de densité à 7 niveaux définie par l'Insee en 2022.
Elle est située hors unité urbaine. Par ailleurs la commune fait partie de l'aire d'attraction de Caen, dont elle est une commune de la couronne,. Cette aire, qui regroupe 296 communes, est catégorisée dans les aires de 200 000 à moins de 700 000 habitants,.

### Occupation des sols
L'occupation des sols de la commune, telle qu'elle ressort de la base de données européenne d'occupation biophysique des sols Corine Land Cover (CLC), est marquée par l'importance des territoires agricoles (82,9 % en 2018), en diminution par rapport à 1990 (86,1 %). La répartition détaillée en 2018 est la suivante : 
terres arables (82,9 %), zones urbanisées (14,5 %), zones industrielles ou commerciales et réseaux de communication (2,6 %). L'évolution de l'occupation des sols de la commune et de ses infrastructures peut être observée sur les différentes représentations cartographiques du territoire : la carte de Cassini (XVIIIe siècle), la carte d'état-major (1820-1866) et les cartes ou photos aériennes de l'IGN pour la période actuelle (1950 à aujourd'hui).

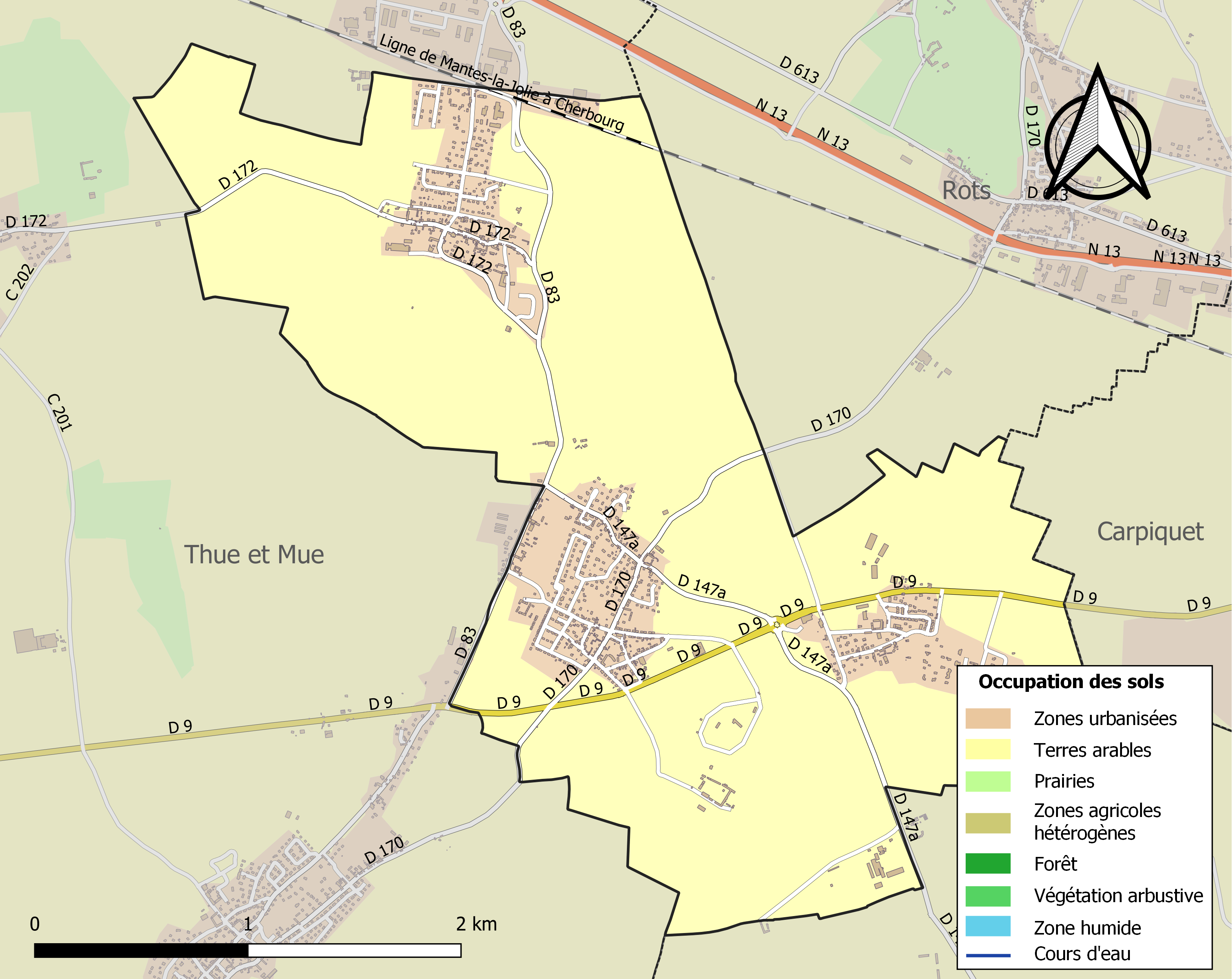
Carte des infrastructures et de l'occupation des sols de la commune en 2018 (CLC).

## Toponymie
Le nom de la localité est attesté sous la forme Sanctus Manveus vers 840,; Sancti Manvei villa au XIVe siècle.
Manvieu est un évêque de Bayeux du Ve siècle.
Concernant la commune fusionnée, la localité est attestée sous la forme Norreis en 1198. Le toponyme serait issu du latin nucarium, « noyer ».
En 1926, le nom du Bessin est adjoint au nom de la commune.
Le gentilé est Manorey[réf. nécessaire].

## Histoire
La commune est libérée le 26 juin 1944 par les troupes écossaises de la 44th Infantry Brigade Lowland de la 15th Infantry Division Scottish après de violents combats contre les troupes SS.

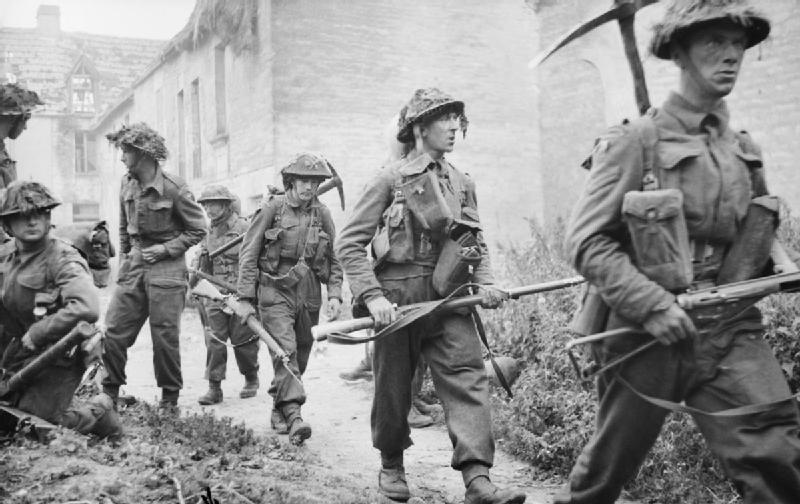
Les troupes de la Infantry Division Scottish sur le territoire communal, le 26 juin 1944.

Dans le cadre du plan Raymond Marcellin visant à réduire le nombre de communes, la commune de Norrey-en-Bessin (228 habitants en 1968), fusionne avec celle de Saint-Manvieu (611 habitants) le 1er juillet 1972. Les maires de l'époque étaient Mme Degastebled pour Norrey et M. Imhof pour Saint-Manvieu.

## Politique et administration
| Période      | Période   | Identité             | Étiquette                         | Qualité |
| ------------ | --------- | -------------------- | --------------------------------- | --- |
| juillet 1972 | juin 1995 | Guy Imhof            | RI puis UDF-PR                    | Directeur commercial Conseiller général de Tilly-sur-Seulles (1976 → 2001) |
| juin 1995    | mars 2008 | Yvon Levivier        | RPR puis UMP                      | Colonel de Gendarmerie retraité, maire honoraire |
| mars 2008    | mai 2020  | Patrice Colbert      | SE                                | Retraité du secteur automobile |
| mai 2020     | En cours  | Léonie Angot-Hastain | SE puis [[Horizons]] depuis 2022] | Professeur de français Suppléante du député Fabrice Le Vigoureux (RE) (2022-2024) Secrétaire du comité de jumelage avec Unterpleichfeld Déléguée municipale Horizons Caen Ouest |

Le conseil municipal est composé de dix-neuf membres dont le maire et cinq adjoints.
Depuis 2011, un conseil municipal des jeunes a été mis en place.
| Période                                  | Période | Identité   | Étiquette | Qualité              |
| ---------------------------------------- | ------- | ---------- | --------- | -------------------- |
| Les données manquantes sont à compléter. |         |            |           |                      |
| ?                                        | ?       | M. Lacaine |           |                      |
| 1969                                     | 1972    | Guy Imhof  | DVD-RI    | Directeur commercial |

| Période                                  | Période  | Identité            | Étiquette | Qualité |
| ---------------------------------------- | -------- | ------------------- | --------- | ------- |
| Les données manquantes sont à compléter. |          |                     |           |         |
| avant 1948                               | mai 1953 | Joseph Blouet       |           |         |
| mai 1953                                 | 1957     | Léon Angot          |           |         |
| 1957                                     | v. 1967  | M. Amyot d'Inville  |           |         |
| v. 1969                                  | 1972     | Jeanne de Gastebled |           |         |

## Démographie
L'évolution du nombre d'habitants est connue à travers les recensements de la population effectués dans la commune depuis 1793. Pour les communes de moins de 10 000 habitants, une enquête de recensement portant sur toute la population est réalisée tous les cinq ans, les populations de référence des années intermédiaires étant quant à elles estimées par interpolation ou extrapolation. Pour la commune, le premier recensement exhaustif entrant dans le cadre du nouveau dispositif a été réalisé en 2006.
En 2022, la commune comptait 2 141 habitants, en évolution de +10,25 % par rapport à 2016 (Calvados : +1,58 %, France hors Mayotte : +2,11 %).
| 1793 | 1800 | 1806 | 1821 | 1831 | 1836 | 1841 | 1846 | 1851 |
| ---- | ---- | ---- | ---- | ---- | ---- | ---- | ---- | ---- |
| 746  | 609  | 720  | 802  | 869  | 877  | 828  | 804  | 770  |

| 1856 | 1861 | 1866 | 1872 | 1876 | 1881 | 1886 | 1891 | 1896 |
| ---- | ---- | ---- | ---- | ---- | ---- | ---- | ---- | ---- |
| 774  | 808  | 780  | 708  | 662  | 635  | 631  | 606  | 522  |

| 1901 | 1906 | 1911 | 1921 | 1926 | 1931 | 1936 | 1946 | 1954 |
| ---- | ---- | ---- | ---- | ---- | ---- | ---- | ---- | ---- |
| 460  | 441  | 443  | 447  | 410  | 434  | 405  | 347  | 451  |

| 1962 | 1968 | 1975 | 1982  | 1990  | 1999  | 2006  | 2011  | 2016  |
| ---- | ---- | ---- | ----- | ----- | ----- | ----- | ----- | ----- |
| 576  | 611  | 950  | 1 031 | 1 291 | 1 417 | 1 723 | 1 734 | 1 942 |

| 2021  | 2022  | - | - | - | - | - | - | - |
| ----- | ----- | - | - | - | - | - | - | - |
| 2 078 | 2 141 | - | - | - | - | - | - | - |

| 1793 | 1800 | 1806 | 1821 | 1831 | 1836 | 1841 | 1846 | 1851 |
| ---- | ---- | ---- | ---- | ---- | ---- | ---- | ---- | ---- |
| 355  | 274  | 386  | 417  | 345  | 346  | 327  | 324  | 341  |

| 1856 | 1861 | 1866 | 1872 | 1876 | 1881 | 1886 | 1891 | 1896 |
| ---- | ---- | ---- | ---- | ---- | ---- | ---- | ---- | ---- |
| 325  | 343  | 340  | 288  | 266  | 259  | 259  | 260  | 230  |

| 1901 | 1906 | 1911 | 1921 | 1926 | 1931 | 1936 | 1946 | 1954 |
| ---- | ---- | ---- | ---- | ---- | ---- | ---- | ---- | ---- |
| 223  | 237  | 213  | 197  | 215  | 196  | 187  | 208  | 229  |

| 1962 | 1968 | - | - | - | - | - | - | - |
| ---- | ---- | - | - | - | - | - | - | - |
| 204  | 228  | - | - | - | - | - | - | - |

## Lieux et monuments
- Manoir de la Mare accueillant aujourd'hui une école de la Fraternité Sainte Pie X.  Construit au XVIIe siècle par Pierre le Marchand dans un style typique de l'architecture du Bessin, il est inscrit au titre des monuments historiques depuis le 30 août 2000[29].
- Église Notre-Dame-des-Labours de Norrey-en-Bessin (XIIIème), classée monument historique depuis 1840[30].
- L'ancienne église Saint-Manvieu, située dans le cimetière, construite au XIIIe siècle, remaniée au XVIIe siècle. La chapelle seigneuriale est classée monument historique depuis le 24 janvier 1918 et le chœur est inscrit depuis le 16 mai 1927, tout comme l'était le clocher détruit en 1944[31].
- Château de Marcelet, du XVIIIe siècle.
- Église Saint-Manvieu (XXe siècle, Reconstruction).
- Le monument aux morts de Norrey. Il est surmonté de la statue Le Poilu victorieux, réalisée par Eugène Bénet.

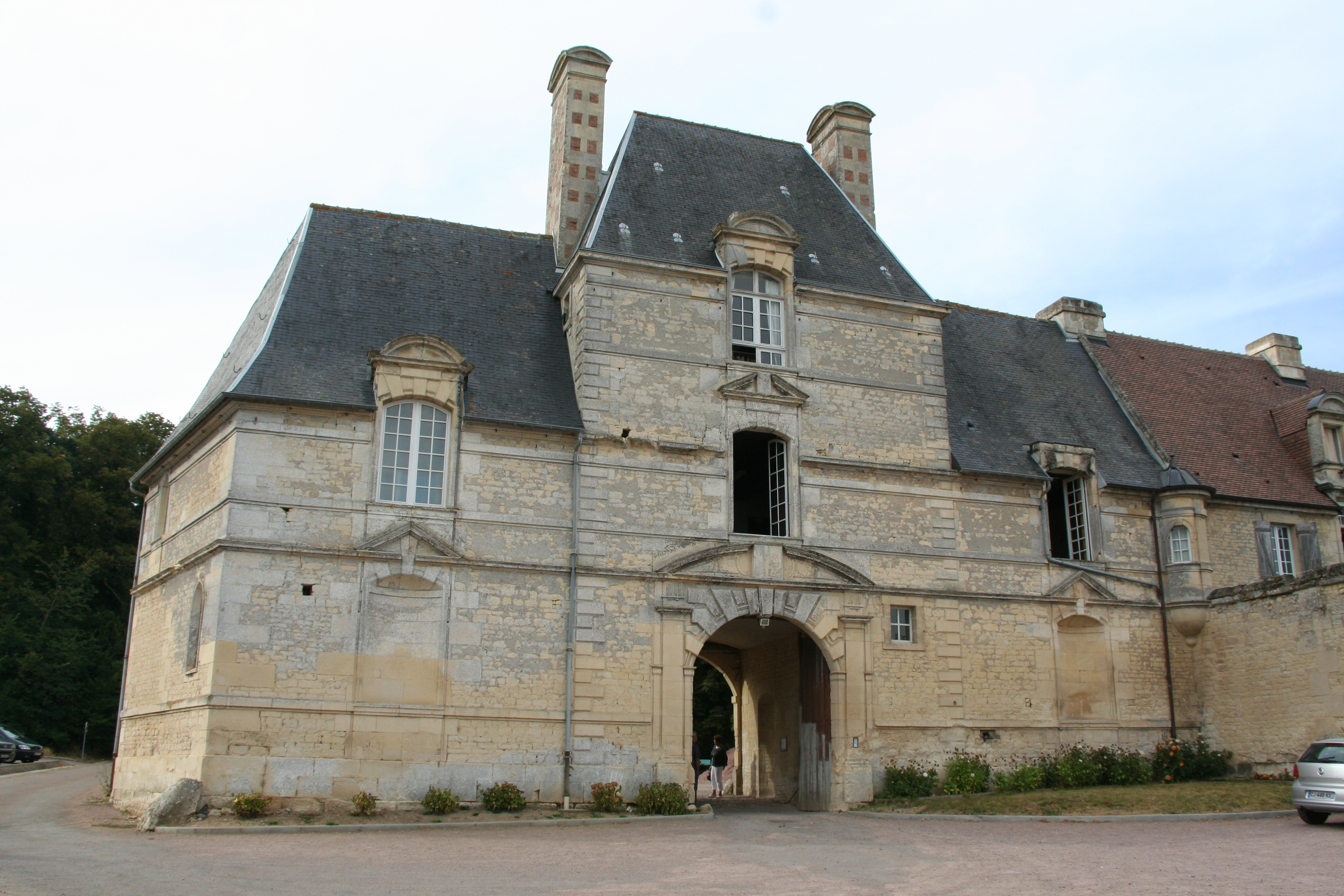
Le manoir de la Mare.
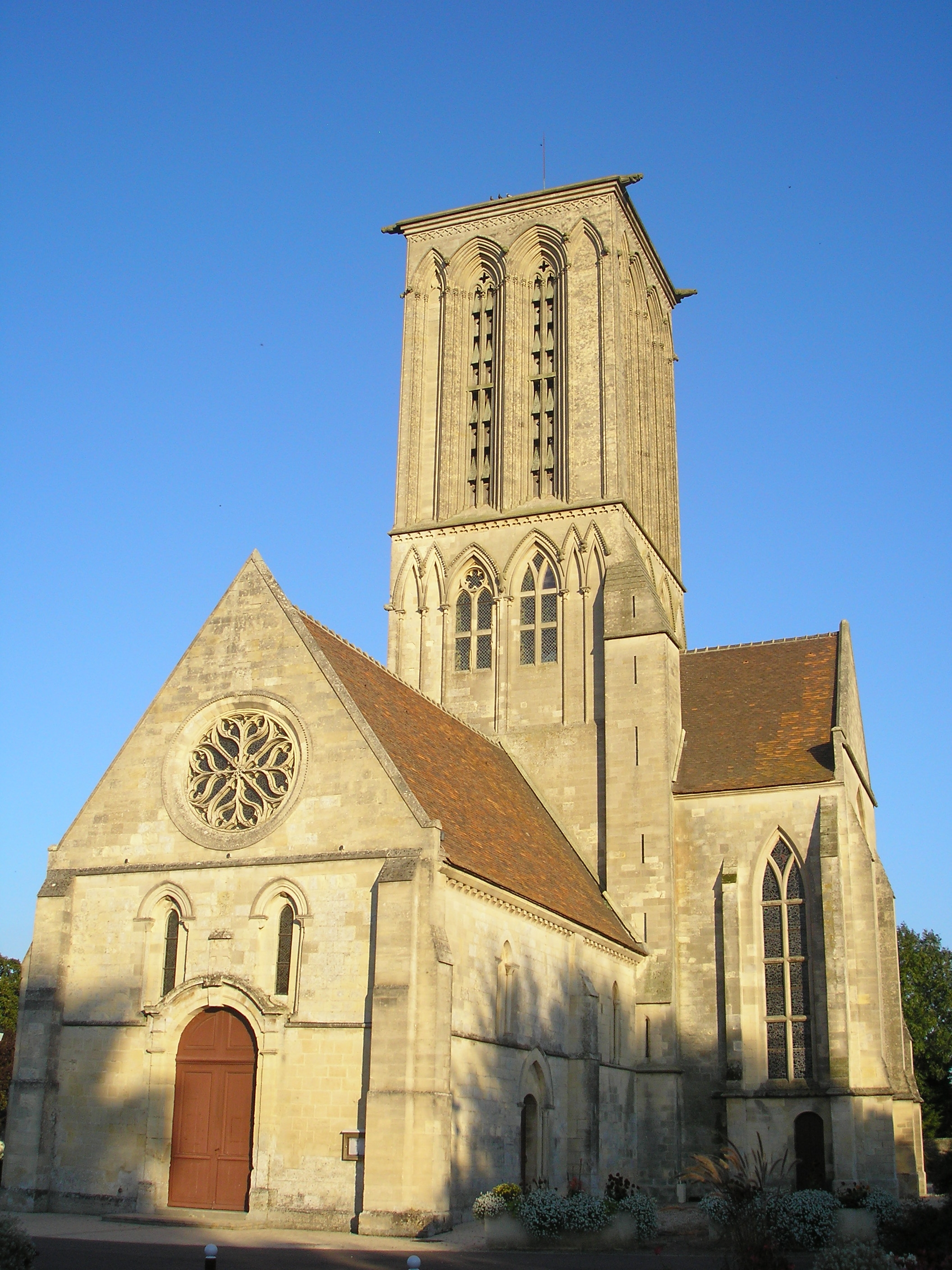
L'église Notre-Dame-des-Labours.
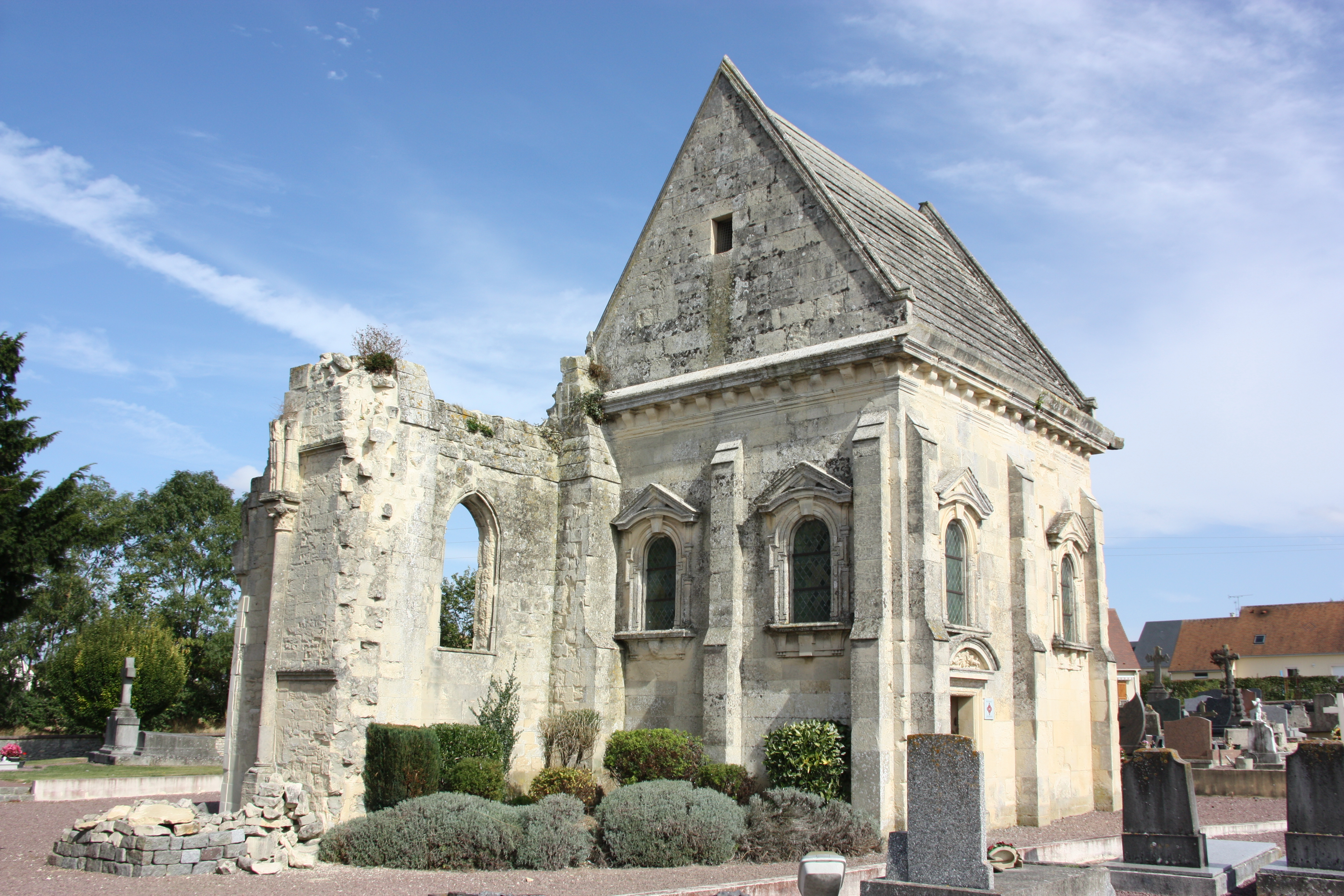
Restes de l'église Saint-Manvieu.
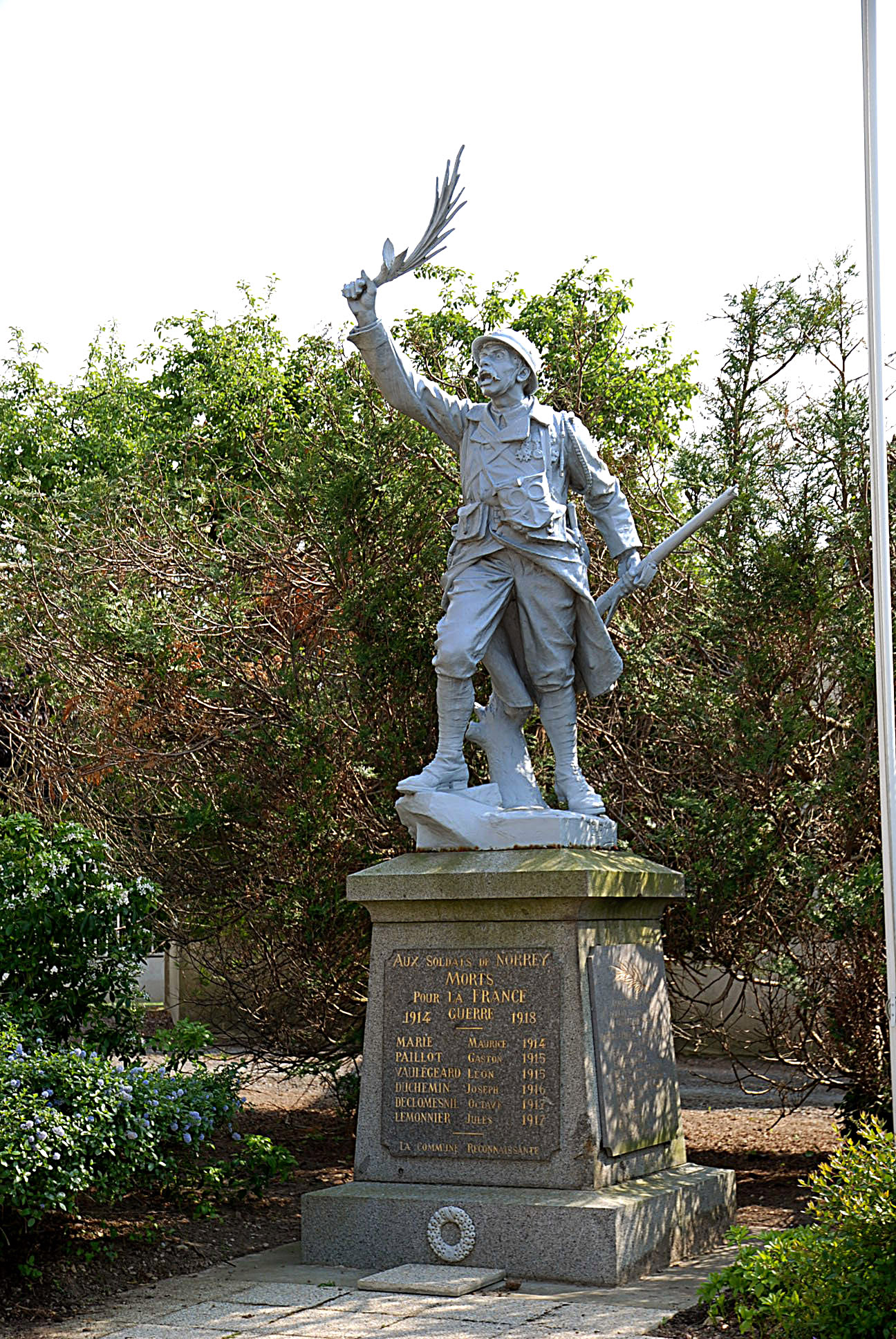
Le monument aux morts.
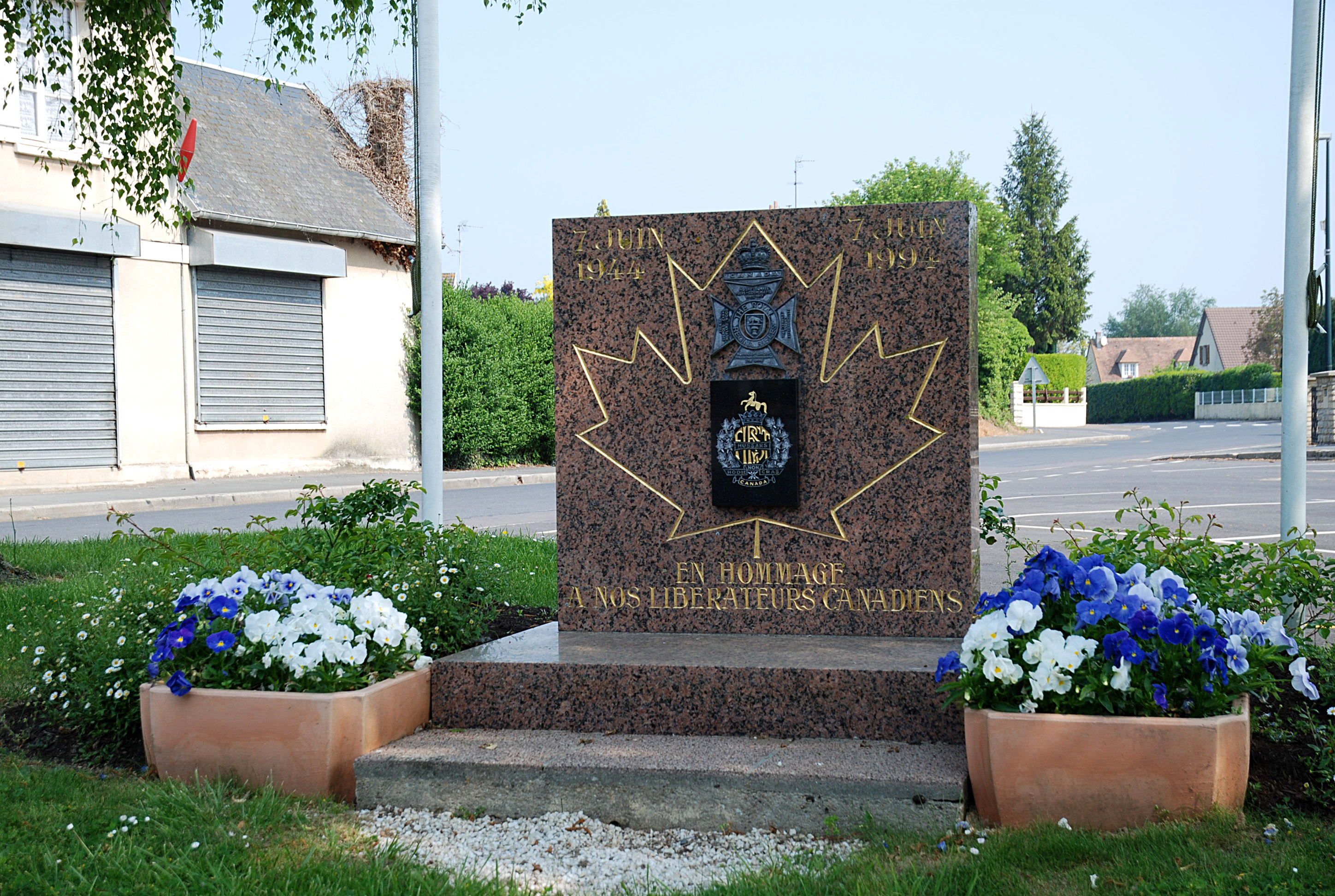
Stèle commémorative.

## Activité et manifestations

### Jumelages
- Unterpleichfeld (Allemagne) depuis 1993.